# Walangsari
Walangsari is een bestuurslaag in het regentschap Sukabumi van de provincie West-Java, Indonesië. Walangsari telt 5304 inwoners (volkstelling 2010).